# Gordon and Betty Moore Foundation
Die Gordon and Betty Moore Foundation ist eine US-amerikanische Stiftung. Sie wurde im September 2000 von dem Intel-Mitbegründer Gordon E. Moore und seiner Frau Betty I. Moore mit Sitz in Palo Alto, Kalifornien gegründet. Das Stiftungskapital betrug in der Bilanzsumme 5 Milliarden US-Dollar Mitte 2013, Ende 2022 waren es 8,28 Milliarden US-Dollar.
Sie gehört 2013 zu den 10 größten Stiftungen der Vereinigten Staaten von Amerika.
Ziel der Gordon and Betty Moore Foundation ist es, ergebnisorientierte Projekte zu fördern, die die Lebensqualität künftiger Generationen verbessern helfen. Zu den Schwerpunktthemen zählen Wissenschaft, Umweltschutz, Gesundheits- und Krankenpflege und die San Francisco Bay Area.
Unter anderem hat sich die Stiftung an der Anschubfinanzierung für Wikidata beteiligt.